# كينغستون تكنولوجي
كينغستون تكنولوجي، هي شركة أمريكية لإنتاج وصناعة تخزين البيانات وبطاقات الذاكرة، تأسست سنة 1987، وتقع مقرها في فوونتين فالي بولاية كاليفورنيا الأمريكية.

## وصلات خارجية
- الموقع الرسمي